# Louis Scutenaire
Jean Émile Louis Scutenaire, más conocido como Louis Scutenaire, (Ollignies, 29 de junio de 1905 - Bruselas, 15 de agosto de 1987) fue un escritor y poeta surrealista belga de expresión francesa.

## Biografía

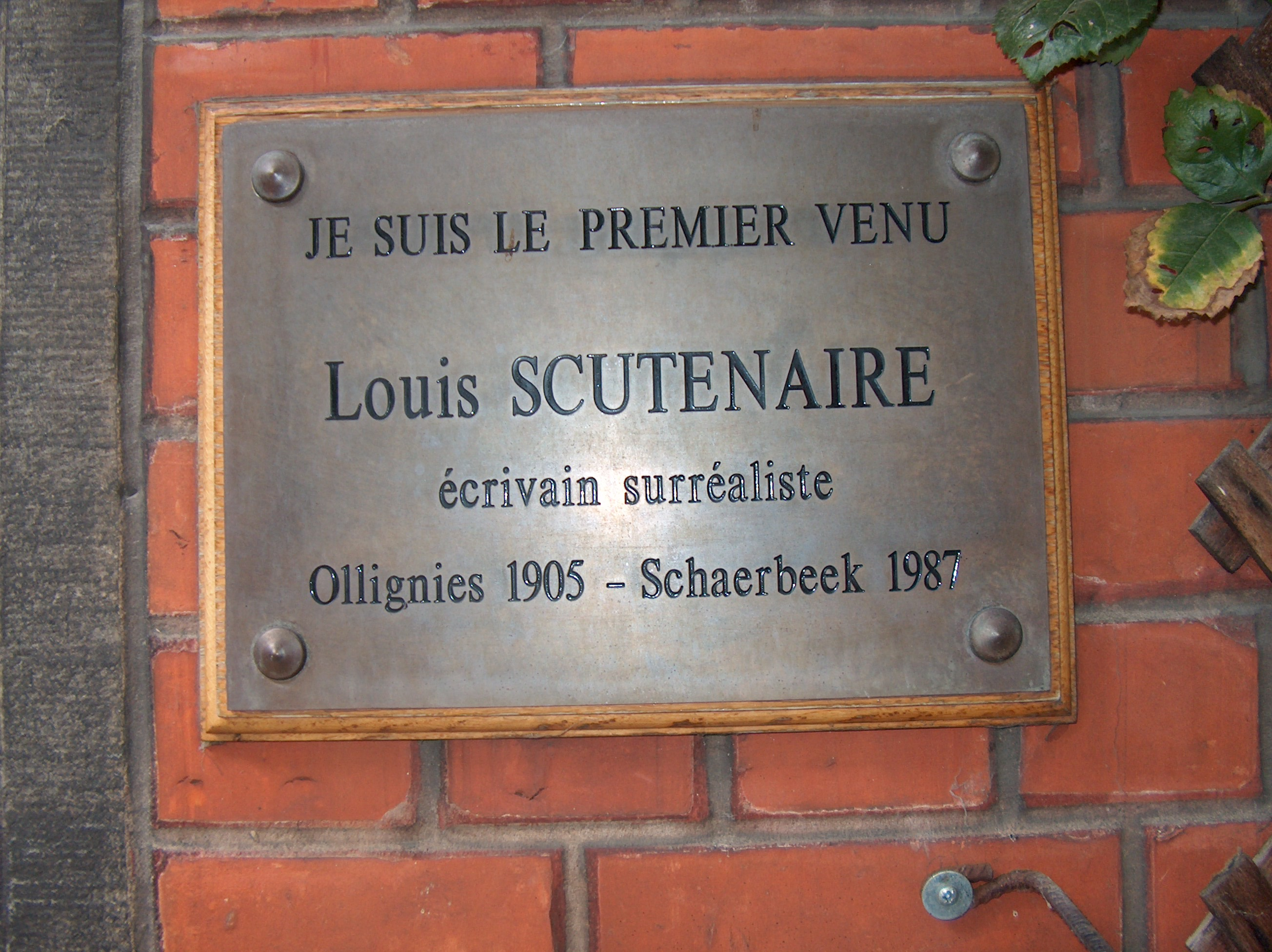
Placa conmemorativa Louis Scutenaire, 20 rue de la Luzerne en Bruselas

Louis Scutenaire nace en Bélgica en la región de Hainaut, en Ollignies, cerca de Lessines, el 29 de junio de 1905. Su padre, Victor Scutenaire es empleado en la Caisse d'épargne (Caja de ahorros), su abuelo paterno viene de Montpellier. La abuela paterna de su madre, Louise Liégeois, era originaria de Andalucía, llegada de Córdoba hacia 1850.
En septiembre  de 1910 Louis Scutenaire entra en el colegio primario, ya leyendo periódicos (Le Courrier de l'Escaut y L'Avenir du Tournaisis) y más generalmente todo tipo de impresos (revistas de moda o folletos de productos agrícolas). De 1911 a 1913 es educado sobre todo por sus tíos del lado materno, que son herreros. Frecuenta a los niños de los obreros. En 1914 y 1915 oficiales del ejército alemán se instalan en casa de los Scutenaire y dejan buenos recuerdos. 
Desde 1916 Louis Scutenaire escribe sus primeros poemas, animado por su maestro. Frecuenta la escuela media de Lessines cuyos locales estaban ocupadas por los soldados alemanes. Esto hace que las clases tenían lugar en un bar y en una pequeña fábrica de cerillas. A partir de 1918 frecuenta diversos establecimientos escolares en Enghien, Ath, Soignies y Armentières de donde se hace expulsar por indisciplina. En la biblioteca de su padre lee con pasión Arthur Rimbaud, Vielé-Griffin, de Régnier, Aubier, Apollinaire, Levet, Mallarmé, Villon, Lautréamont, Cendrars, Victor Hugo, Alfred Jarry, Dumas, Zévaco, Erckmann-Chatrian, Fantômas, Radcliff, Hector Malot, Paul Féval». En 1919 una pleuresia le deja inmovilizado durante algún tiempo. Su familia se instala en 1924 en Schaerbeek, en el número 20 de la rue de la Luzerne y empieza estudios de derecho en la ULB, pero no es demasiado asiduo a los cursos y prepara los exámenes con los apuntes de otro camarada. Su padre fallece en 1925 a los 47 años de un ataque cerebral.
En 1926 Scutenaire descubre en la librería Henriquez un escrito firmado por Paul Nougé y Camille Goemans que indica la dirección del laboratorio donde trabaja Nougé. Scutenaire le manda algunos de sus poemas. En julio Nougé, sospechando de una broma, viene a conocerlo rue de la Luzerne, tomando cita por el domingo siguiente. Scutenaire se encuentra por vez primera con Camille Goemans, René Magritte, E. L. T. Mesens y Paul Hooreman. Funda entonces « La Société du Mystère » con Mesens, Nougé, Lecomte, viaja a Londres y Edimburgo, en noviembre a Polonia. En 1925 publica Patrimoine ou petite poésie, con tres dibujos del autor firmando « Jean-Victor Scutenaire ».
Scutenaire empieza en 1928 a colaborar en las proyectos de los surrealistas belgas, firma junto a otros el catálogo de la exposición de Magritte en la galería « L'Époque », publica pequeños textos en « Distances » (números 1 y 3). Conoce en casa de Lecomte a Irène Hamoir (Irine) que esposará el 19 de febrero de 1930. Habiendo obtenido en 1929 su diploma de doctor en derecho, es reformado, prueba en vano de que lo manden al Congo. En 1931 y 1932 tiene un período de prácticas, pleiteando ante lo penal e interesándose por los enajenados, por los nómadas y por los « chicos malos ». Scutenaire e Irène Hamoir viajan regularmente a París donde se encuentran en el café du Dôme, à la Rhumerie Martiniquaise o en Les Deux Magots, con los surrealistas André Breton, Paul Éluard, Benjamin Péret, René Char, Georges Hugnet, Léo Malet, Gilbert Lely, Marcel Duchamp, Picasso, Brauner, Picabia, Yves Tanguy, Max Ernst, Joan Miró, Óscar Domínguez.
En [1933 Scutenaire e Irène Hamoir se hacen amigos de Paul Colinet. En 1934 Scutenaire participa en Documents 34. Escribe entonces Les jours dangereux - Les nuits noires, una de las pocas novelas surrealistas que, anunciada en el Dictionnaire abrégé du surréalisme, sólo es publicada en 1972. Firma en 1935 Le Couteau dans la plaie, publicado en el número 3 del « Bulletin international du surréalisme » que por primera vez reúne a los surrealistas de Bruselas y a los de Hainaut pero rechaza firmar en 1936 el folleto Le domestique zélé contra André Souris, excluido del grupo. El libro Les Haches de la vie es publicado en 1937 por GLM (Guy Lévis Mano) con un dibujo de Magritte. Durante el verano Scutenaire pasa algunos días en casa del poeta René Char en Céreste en Provenza y en diciembre escribe el prefacio del catálogo para la exposición Trois peintres surréalistes (Magritte, Man Ray, Tangy) organizada por Mesens en el Palais des Beaux-Arts de Bruselas. Scutenaire publica en 1938 y 1939 tres folletos y colabora en el « London bulletin » dirigido por Mesens.
En febrero y abril de 1940, Scutenaire participa en « L'invention collective » que crea Raoul Ubac, con un texto sobre Louis Forton de quien admira Les Pieds Nickelés. En mayo de 1940 los Scutenaire dejan Bruselas para París y Burdeos, se encuentran con Magritte y Ubac en Carcassonne, se encuentran con Joë Bousquet, Jean Paulhan, André Gide, ven a Fernand Dumont en Niza, y vuelven a Bruselas en octubre. Scutenaire entra en 1941 en el ministerio del Interior como « comisario adjunto a las finanzas provinciales y comunales » donde seguirá hasta 1970. En mayo de 1943 empieza a apuntar sus inscriptions cuyo primer tomo es publicado en 1945 con el apoyo de Éluard, de Jean Paulhan y Raymond Queneau. Un segundo tomo debía ser publicado pero Scutenaire se negó a suprimir dos o tres reflexiones que el editor juzgaba demasiado libres. En 1947, Gallimard acepta publicar Les Vacances d'un enfant, « relato melancólico y verídico de las vacaciones que pasé en 1915 en casa de mi tía », como lo calificó más tarde Scutenaire. En 1948 escribe el prefacio (Les pieds dans le plat) del catálogo de la exposición en París del "periodo vaca" de Magritte. 
A partir de los años 1950, Louis Scutenaire escribe en numerosas revistas, La Carte d'après nature, (animada en Bruselas por Magritte), Les Temps mêlés (de André Blavier, en Verviers), Les Lèvres nues (de Marcel Mariën), Rhétorique (dedicada a Magritte por André Bosmans), Phantomas, y Le Vocatif (de Tom Gutt), y escribe varios prefacios (Magritte, Jean Raine, Roland Delcol).
El segundo tomo de Mes Inscriptions es publicado en 1976, graias a Tom Gutt e Isy Brachot. Tres tomos más saldrán después.
Louis Scutenaire (que se hace llamar familiarmente « Scut ») fallece el 15 de agosto de 1987 cuando está viendo por televisión una película sobre su amigo Magritte.

En el legado Irène Scutenaire-Hamoir, la pareja no tenía descendencia, cuyo ejecutor testamentario es Tom Gutt, a los musées royaux des beaux-arts de Belgique figuran las numerosas obras de Magritte (más de cuarenta pinturas y otros cuarenta dibujos) que adornaban las paredes de su casa de la rue de la Luzerne en Bruselas, entre las cuales :
Portrait de Nougé, 1927; La Voleuse, 1927; Découverte, 1927; Personnage méditant sur la folie, 1928; Portrait d'Irène Hamoir, 1936; La Lecture défendue, 1936; Bel Canto, 1938; Les Grandes espérances, 1940; La Cinquième saison, 1943; Le Sourire, 1943; La Moisson, 1943; La Bonne fortune, 1945; Les Rencontres naturelles, 1945; Les Mille et une nuits, 1946; L'Intelligence, 1946; Le Lyrisme, 1947; Lola de Valence, 1948 (dont les images sont visibles sur le site des Musées royaux des Beaux-Arts de Belgique  Archivado el 26 de septiembre de 2007 en Wayback Machine.).
De igual forma, la biblioteca de Scutenaire, con miles de libros a menudo muy valiosos, ha sido legada a la Bibliothèque royale de Belgique.
Louis Scutenaire ha sido elegido como uno de los Cien Walones del siglo, por el Institut Jules Destrée, en 1995.

### Poemas
Los poemas antiguos de Scutenaire han sido reunidos en:
- La Citerne, poèmes complets (1913-1945), Bruxelles, Brassa, 1987.

Poemas más recientes fueron publicados en:
- La Colline de la Planque, Cahiers de Mauregny 9, 1979.
- Effacer l'ombre, Frassem, La Table des Champs, 1982.

### Mes Inscriptions

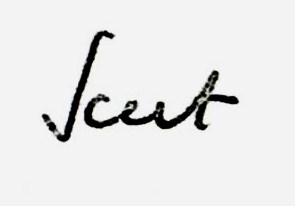
Firma desenfadada de « Scut »

Fragmentos de Mes Inscriptions han sido publicados en muchos folletos y revistas, como:
- Tantra de Juan Bellarmin, Bruxelles, Bibliothèque Phantomas, 1965.
- Pour Balthazar, La Louvière, Daily-Bul, 1967.
- Le Cygne d'étang (1918-1972), Bruxelles, Phantomas 115-117, 1972.
- Le Fusil du boucher, précédé de Paroles en fête par Michel-Georges Bernard, Verviers, Temps mêlés, 1974.
- Gazons, Paris, Éditions de l'Orycte, 1977.

Los inscriptions han sido publicadas integralmente en cinco volúmenes :
- Mes Inscriptions (1964-1973), Bruxelles, Brassa, 1981.
- Mes Inscriptions (1974-1980), Paris, Le Pré-au-Clerc, 1984 ISBN 2714416632.
- Mes Inscriptions (1980-1987), Bruxelles, Brassa, 1990.

### Relatos
- Mon ami Mesens, [Luc Canon], Bruxelles, 1972.

### Sobre los pintores
- L'invention de la vie, in « Rétrospective Magritte », Bruxelles, Palais des Beaux-Arts, 1978 et Paris, Musée National d'Art Moderne, Centre Georges Pompidou, 1979.

Scutenaire también escribió prefacios para Marc Eemans (1928), Man Ray y Tanguy (1937), Jane Graverol (1956), Armand Permantier (1956), Aline Magritte (1963), Jean Raine (1966), Marcel Mariën (1967), Danielle (1968), Roger Van de Wouwer (1969, 1972, 1984), Yellow (1969), Delcol (1970, 1972), Remy van den Abeele (1971), Yves Bossut (1970, 1972, 1973, 1974, 1976), Claudine Jamagne et Dominique Libert (1974), Robert Willems (1974), Françoise Gérard (1975, 1977), Armand Simon (1975), Max Servais (1975), Rachel Baes (1976), Gilles Brenta (1976), Max Ernst (1978), Tom Gutt (1978, 1987), Colette Deblé (1978), Giorgio De Chirico (1978), André Stas (1981). 
Fragmentos de textos sobre Magritte, Paul Delvaux, Mesens, Simon, Graverol, Baes, Mariën y Van de Wouwer han sido reunidos en Le Surréalisme en Belgique, I, textes de Louis Scutenaire, Irine et André Blavier, Paris, galerie Isy Brachot, 1986.

### Sobre Louis Scutenaire
- Christian Bussy, Anthologie du surréalisme en Belgique, Paris, Gallimard, 1972.
- Marcel Mariën, L'Activité surréaliste en Belgique (1924-1950), Bruxelles, Lebeer-Hossmann, 1979.
- René Magritte et le surréalisme en Belgique, musées royaux des Beaux-Arts de Belgique, Bruxelles, 1982.
- Le mouvement surréaliste à Bruxelles et en Wallonie (1924-1947), Paris, Centre culturel Wallonie Bruxelles, 1988.
- Yves Leclair, "Scutenaire, poète à l'emporte-pièce", L'Ecole des lettres (II), n.º 8, Ed. L'Ecole des loisirs, 1988.
- Raoul Vaneigem, Louis Scutenaire, Paris, Seghers, 1991 ISBN 2232103218, 190 p.
- René Magritte, La période « vache », « Les pieds dans le plat » avec Louis Scutenaire, Marseille, Musée Cantini, 1992 ISBN 2711825914, 168 p.
- Irène, Scut, Magritte & C°, Bruxelles, musée royaux des Beaux-Arts de Belgique, 1996, 558 p.
- Jean-Patrice Courtois, La grammaire inachevable de Louis Scutenaire, dans « Europe », « Les surréalistes belges », 912, Paris, abril de 2005, p. 112-131.
- Xavier Canonne, Le surréalisme en Belgique, 1924-2000, Fonds Mercator, Bruxelles, 2006 ISBN 90-6153-659-6; Actes Sud, Paris, 2007, 352 p ISBN 9782742772094
- Pascale Toussaint, J'habite la maison de Louis Scutenaire, Neufchâteau, coll. Plumes du Coq, Weyrich Edition, 2013. (ISBN 9782874891960).